# Pennsylvania Route 415
Pennsylvania State Route 415, vom Pennsylvania Department of Transportation (PennDOT) als State Route 0415 geführt, ist ein 16,25 km langer Highway im Luzerne County und im Wyoming County in Pennsylvania. Das südliche Ende der Trasse befindet sich an der Kreuzung mit der Pennsylvania State Route 309 in Dallas und im Norden endet Route 415 an der Pennsylvania State Route 29 bei Harveys Lake in der Ortschaft Ruggles. Eine Besonderheit dieser Straßenverbindung ist die Trennung des Wegerechtes in der Ortschaft Shawanese, wo die Straße als State Route 0415 dem Westufer von Harveys Lake folgt, während am Ostufer des Sees State Route 1415 nordwärts führt. Nördlich des Sees vereinigen sich beiden State Routes wieder. Die Straße am Ostufer von Harveys Lake wurde 1928 als Pennsylvania Route 515 ausgewiesen. 1946 wurde Route 515 aufgehoben und Route 415 wurde an der neuen Route 29 in Ruggles gekürzt. Beide Äste wurden damals als Route 415 ausgeschildert, 1990 wurde die Ostroute als State Route 1415 in das Straßenverzeichnis aufgenommen.

## Streckenbeschreibung

### Von der Dallas Township bis zu Harveys Lake

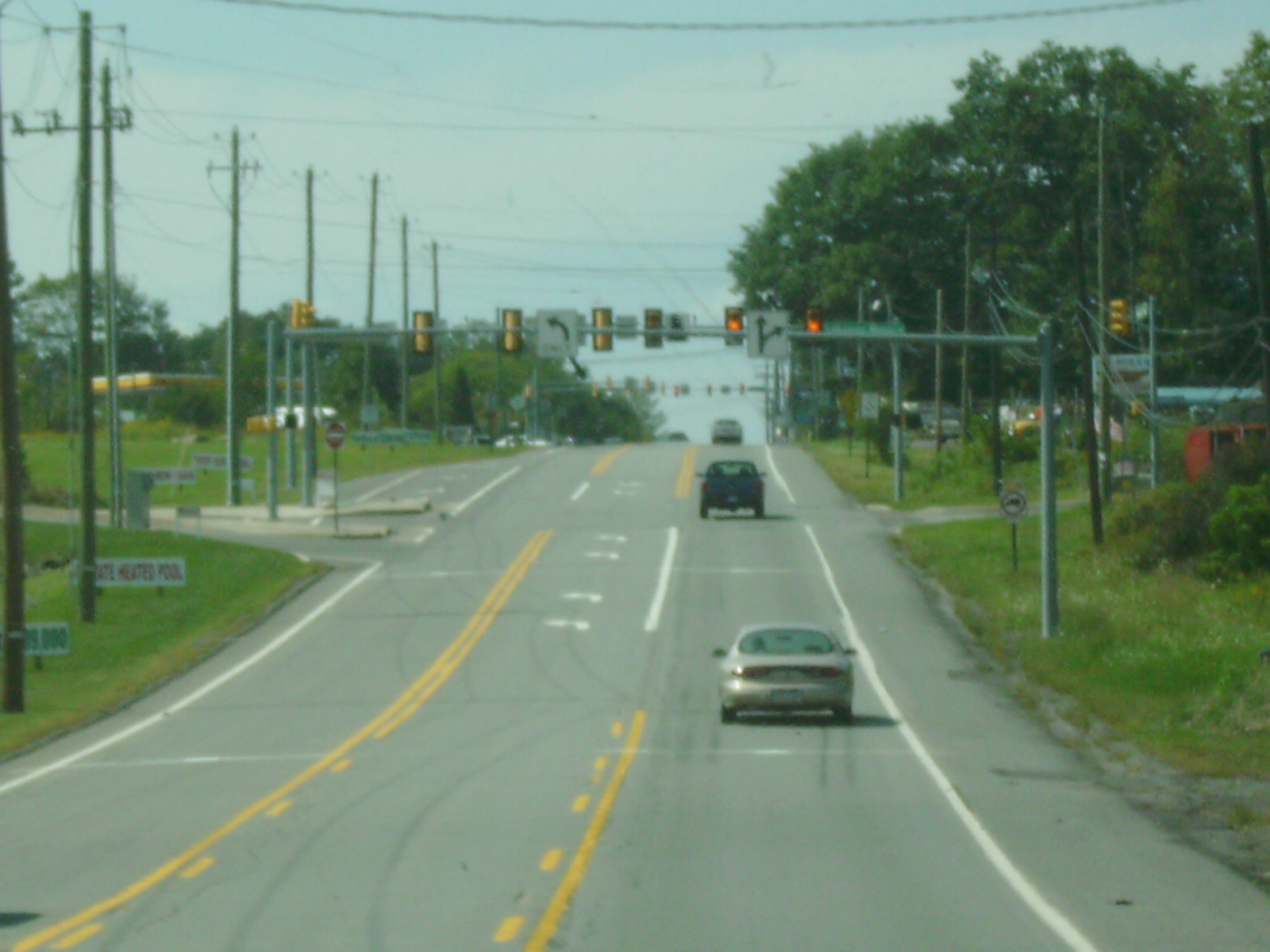
PA 415 am östlichen Endpunkt der PA 118 in der Dallas Township

Route 415 beginnt an der Kreuzung mit der Pennsylvania State Route 309 (Tunkahannock Highway) in der Dallas Township. Die Strecke führt als Memorial Highway westwärts durch den Ort, wobei an der Südseite der Straße Wohnhäuser liegen und die nördliche Straßenseite von gewerblichen Gebäuden gesäumt wird. Die Strecke führt in einem langen Bogen an einigen Hotels vorbei zu einer fünfstrahligen Kreuzung mit Lake, Church und Main Street. Nach der Kreuzung führt die Route 415 nach Nordwesten durch ein dicht bebautes Gebiet mit einigen Farmen und dem Bauhof der Dallas Township. Nachdem die Strecke eine große Fabrik passiert hat, erreicht sie ein weniger dicht besiedeltes Gebiet mit Farmland und Industriegebäuden.
Ein Stück weiter in der Dallas Township wird die Route 415 zu einer richtungsgetrennten Landstraße und kreuzt sich mit der Pennsylvania State Route 118 in der Nähe des Chapel Hill Memorial Parks. Parallel zum Südrand des Parks führt der Highway durch eine wohlhabende Ortschaft sowie an Energieversorgungsleitungen und einem Händler für Freizeitfahrzeuge vorbei. An der Kreuzung mit der Briar Crest Road erreicht Route 415 den kleinen Ort Idetown, den die Landstraße nur kurz durchquert. Danach führt die Strecke kurz weiter nordwärts nach Shawanese, einer Siedlung am Rand von Harveys Lake. Dort führt die Route 415 zur Abzweigung des als State Route 1415 nummerierten Lakeside Drives, wo sich das Wegerecht der Route 415 in zwei Landstraßen teilt.

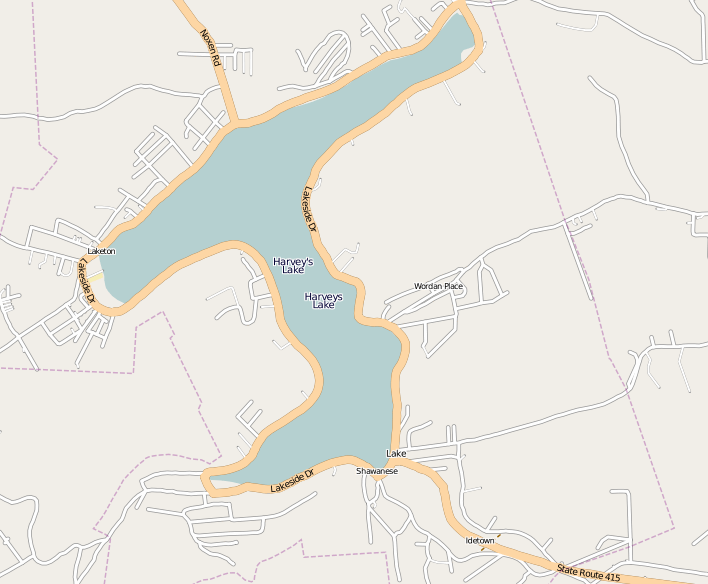
Karte der Umgebung von Harveys Lake. Die Route 415 führt am westlichen Ufer entlang, auf der Ostseite verläuft die Route 1415

### Teilung an Harveys Lake

#### State Route 0415 (Westufer)
Die Streckenführung der Route 415 teilt sich am Harveys Lake und führt entlang beider Ufer des Sees. Als State Route 0415 (Traffic Route 415) verläuft die Strecke entlang des westlichen Ufers und führt durch eine kleine Ortschaft an der Westseite des Gewässers. Die Strecke überquert einen kleinen Ausläufer des Sees und windet ihren Weg an einigen von der Straße entfernt liegenden Häusern vorbei am bewaldeten Ufer des Sees entlang westwärts. An der Kreuzung mit der Outlet Road biegt sie an einer Haarnadelkurve in Richtung Nordosten, nachdem sie den Abfluss des Sees überquert hat und folgt erneut dem Ufer des Sees.

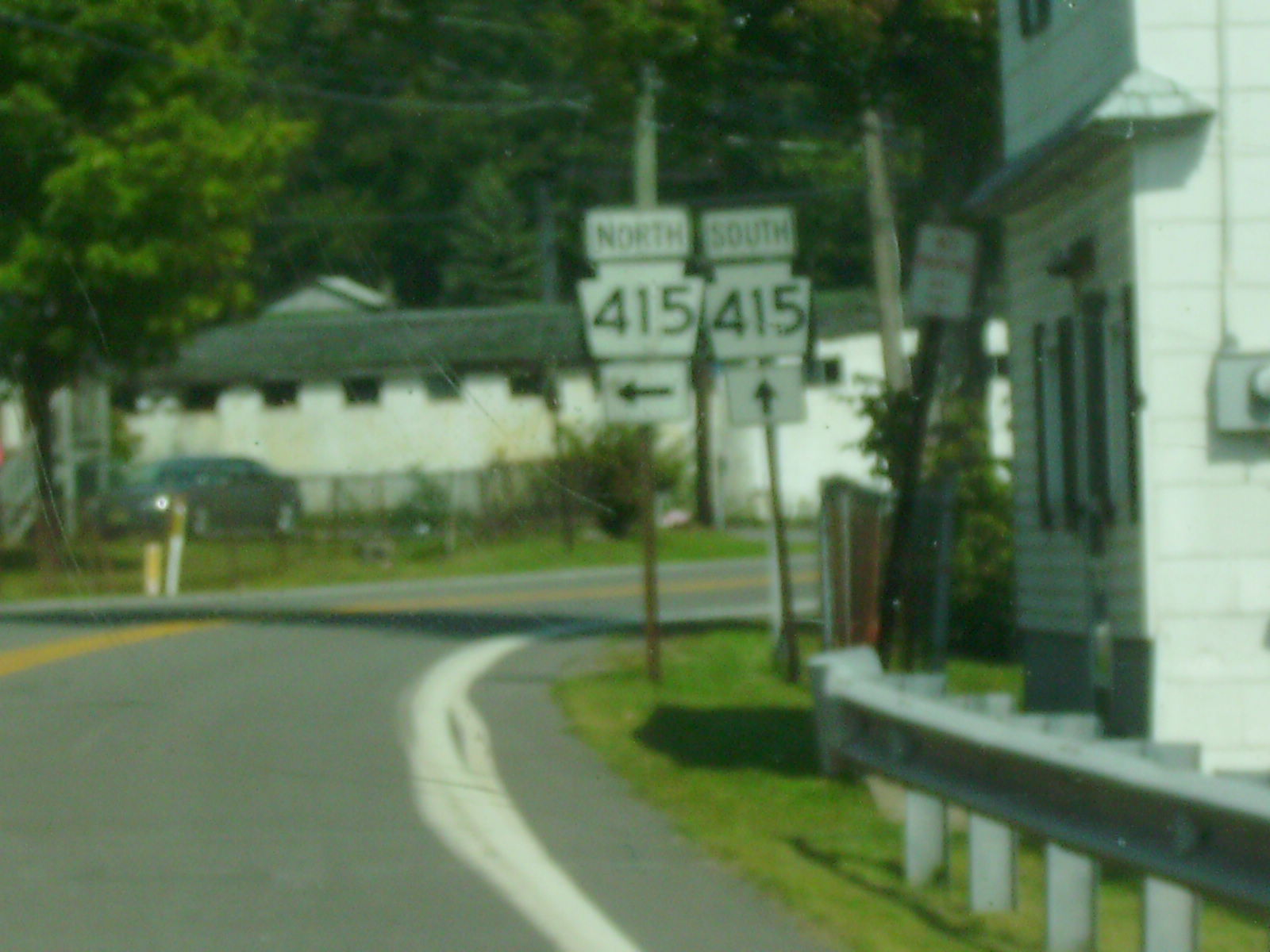
Route 415 an der Kreuzung mit Route 1415 in Harveys Lake

Auf dem Weg nach Norden verzweigen etliche Ortsstraßen vom Lakeside Drive, der den See vollständig umrundet. Route 0415 folgt als zweistreifige Straße dem Ufer erneut über mehrere Kilometer. Ab der Kreuzung mit der Anderson Road führt Route 0415 nach Südwesten, folgt dem Ufer in einer weiteren Richtungsänderung zunächst erneut nach Norden und schließlich nach Nordosten an einem Park mit Strand vorbei in die Siedlung Laketon hinein. Route 0415 verläuft entlang des nördlichen Ufers des Sees bis zur Kreuzung mit dem nördlichen Ende der State Route 1415, von wo die State Route 415 auf der Noxen Road nach Norden führt.

#### State Route 1415 (Ostufer)

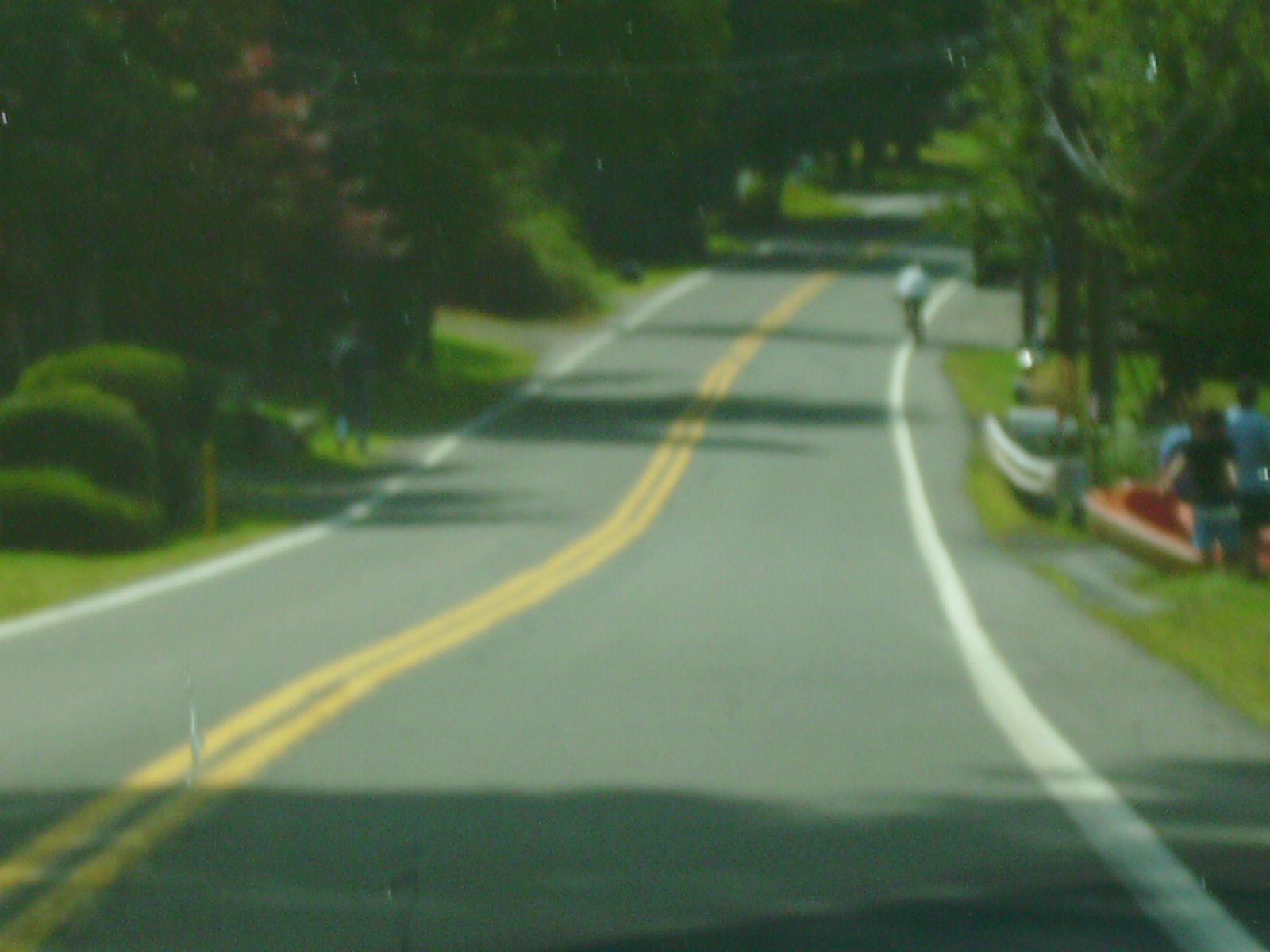
Route 1415 am Seeufer

In der Ortschaft Shawanese, von wo aus die Route 415 am westlichen Seeufer entlangführt, biegt die State Route 1415 zum Ostufer des Sees ab. Die Straße führt durch wohlhabende Ortschaften nordwärts. Wie die Schwesterstrecke am Westufer verläuft auch die Route 1415 durch dicht besiedeltes Gebiet und bindet mehrere Stichstraßen an das Seeufer an. Die Strecke windet sich an der hammerförmigen Uferlinie des Harveys Lakes entlang. Nach der Kreuzung mit der Carrie Street erreicht die Route 1415 eine Haarnadelkurve am östlichsten Punkt des Sees, führt an verschiedenen Tennisplätzen vorbei und kreuzt mit mehreren Ortsstraßen. Sie führt westwärts auf dem Lakeside Drive in die Ortschaft Harveys Lake, die an der Nordseite des Sees liegt. Die Strecke passiert dann verstreut liegende Häuser am See und trifft sich schließlich mit der Route 0415 in Harveys Lake.

### Nördlicher Abschnitt
Nach der Vereinigung der beiden Zweige führt die Route 415 als Nioxen Road nach Norden. Sie verläuft durch ein weniger dicht bebautes Gebiet des Ortes Harveys Lake, durch Felder und Obstbaumplantagen und weiter durch ein ländliches Gebiet des Luzerne Countys ins Wyoming County. Schließlich enden die Obstbaumplantagen und die Route 415 erreicht die Kreuzung mit der Pennsylvania Route 29 (Lake Road) in Ruggles, wo die Ausweisung der Route 415 endet und das Wegerecht als Route 29 weiterführt.

## Geschichte
Die Route 415 wurde ursprünglich 1928 festgelegt, als die meisten State Routes in Pennsylvania nummeriert wurden. Die Route 415 begann damals an der Pennsylvania State Route 115 (der früheren Pennsylvania State Route 15) in der Ortschaft Kyttle und führte nach Süden zur damaligen Pennsylvania State Route 92. Am Ostufer des Sees wurde der Straßenverlauf als Traffic Route 515 festgelegt. 1932 wurde der Bau der Route 415 von der Mooretown Road bis zur Grenze zwischen Luzerne und Wyoming County fertiggestellt. Der Teil der heutigen Route 29 folgte im Jahr 1934. Dieser festgelegte Streckenverlauf bestand nur für zwölf Jahre, dann löste das Pennsylvania Department of Highways die Route 515 auf und kürzte die Route 415 nördlich der Kreuzung mit der Route 29 in Ruggles. Die Straße wurde auf beiden Seiten des Sees als Route 415 nummeriert, doch um 1990 erhielt der Ast am östlichen Ufer die Bezeichnung State Route 1415.

## Belege
1. 1 2 3 4 5 6  Overview map of Pennsylvania Route 415. Bing Maps/Microsoft, 2009, ehemals im Original (nicht mehr online verfügbar); abgerufen am 24. Juli 2010. (Seite nicht mehr abrufbar. Suche in Webarchiven)  Info: Der Link wurde automatisch als defekt markiert. Bitte prüfe den Link gemäß Anleitung und entferne dann diesen Hinweis.
2. ↑  Map Showing Pennsylvania State Highways. Pennsylvania Department of Highways, 1928.
3. ↑  Map Showing Pennsylvania State Highways. Pennsylvania Department of Highways, 1932.
4. ↑  Map Showing Pennsylvania State Highways. Pennsylvania Department of Highways, 1934.
5. ↑  Pennsylvania Official Road Map. Pennsylvania Department of Highways, 1946.
6. ↑  Pennsylvania Official Road Map. Pennsylvania Department of Highways, 1959 (pa.us [PDF]).
7. ↑  Pennsylvania Official Road Map. Pennsylvania Department of Highways, 1990 (pa.us [PDF]).